# Осіни (Луківський повіт)
Осіни (пол. Osiny) — село в Польщі, у гміні Воля-Мисловська Луківського повіту Люблінського воєводства.
Населення — 445 осіб (2011).
У 1975-1998 роках село належало до Седлецького воєводства.

## Демографія
Демографічна структура станом на 31 березня 2011 року:
|          | Загалом | Допрацездатний вік | Працездатний вік | Постпрацездатний вік |
| -------- | ------- | ------------------ | ---------------- | -------------------- |
| Чоловіки | 207     | 54                 | 133              | 20                   |
| Жінки    | 238     | 61                 | 122              | 55                   |
| Разом    | 445     | 115                | 255              | 75                   |